# 离岸金融中心
離岸金融中心（英語：Offshore Financial Center (OFC)）是指設在某國境内但與該國金融制度無甚連系且不受该国金融法规管制的金融机构所进行的资金融通活动。离岸金融中心（英語：Offshore Financial Center）又称国际离岸金融中心，与在岸金融中心相对，指投资人的公司注册在离岸管辖区，但投资人不用亲临注册地，其业务运作可在世界各地的任何地方直接开展。

## 历史
离岸金融中心是20世纪60年代以后逐渐发展兴起的，分为传统与现代两种类型。传统意义上的离岸金融中心是指某一司法管理区内的金融机构向非居民提供非本币存贷款服务。而现代意义上的离岸金融中心的内涵广泛得多，其与在岸金融中心的界限越来越模糊。非居民、低监管以及少税收是离岸金融中心的三个主要特征，因此备受资本与投资者青睐。规避外汇管制、监管政策套利以及银行业务拓展是离岸金融中心迅速崛起的三大原因。全球著名的离岸金融中心包括英属维尔京群岛、萨摩亚、纽约、伦敦、香港、澳門、开曼群岛、巴哈马群岛、关岛、馬恩島等。随着全球经济一体化程度不断提升，离岸金融中心在国际经济与金融交往中的地位和作用越来越重要。

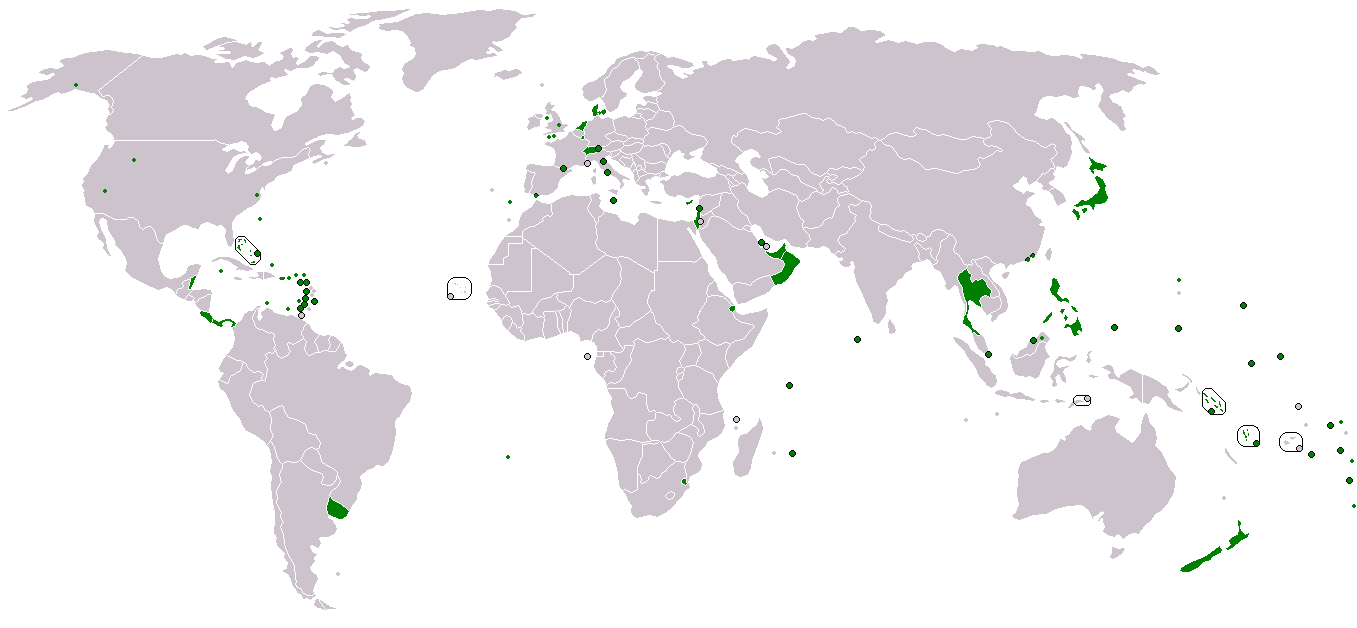
离岸金融中心全球分布图

## 主要离岸金融中心列表
- 香港（中国特別行政區）
- 澳門（中国特別行政區）
- 巴哈马
- 百慕大（英屬領地）
- 英屬維爾京群島（英屬領地）
- 马恩岛（英國皇冠領地）
- 澤西（英國皇冠領地）
- 根西（英國皇冠領地）
- 开曼群岛（英屬領地）
- 直布罗陀（英屬領地）
- 盧森堡
- 模里西斯
- 巴拿马
- 納閩（馬來西亞聯邦直轄區）
- 新西兰
- 瑞士
- 塞舌尔
- 萨摩亚
- （英屬領地）
- 馬爾他

## 外部連結
- Global Forum on Transparency and Exchange of Information for Tax Purposes, OECD （页面存档备份，存于）
- The Economist survey on offshore financial centres （页面存档备份，存于）
- IMF's 2000 report on OFCs
- Lax Little Islands （页面存档备份，存于） by David Cay Johnston, The Nation, May 13, 2009